# Jodhi May

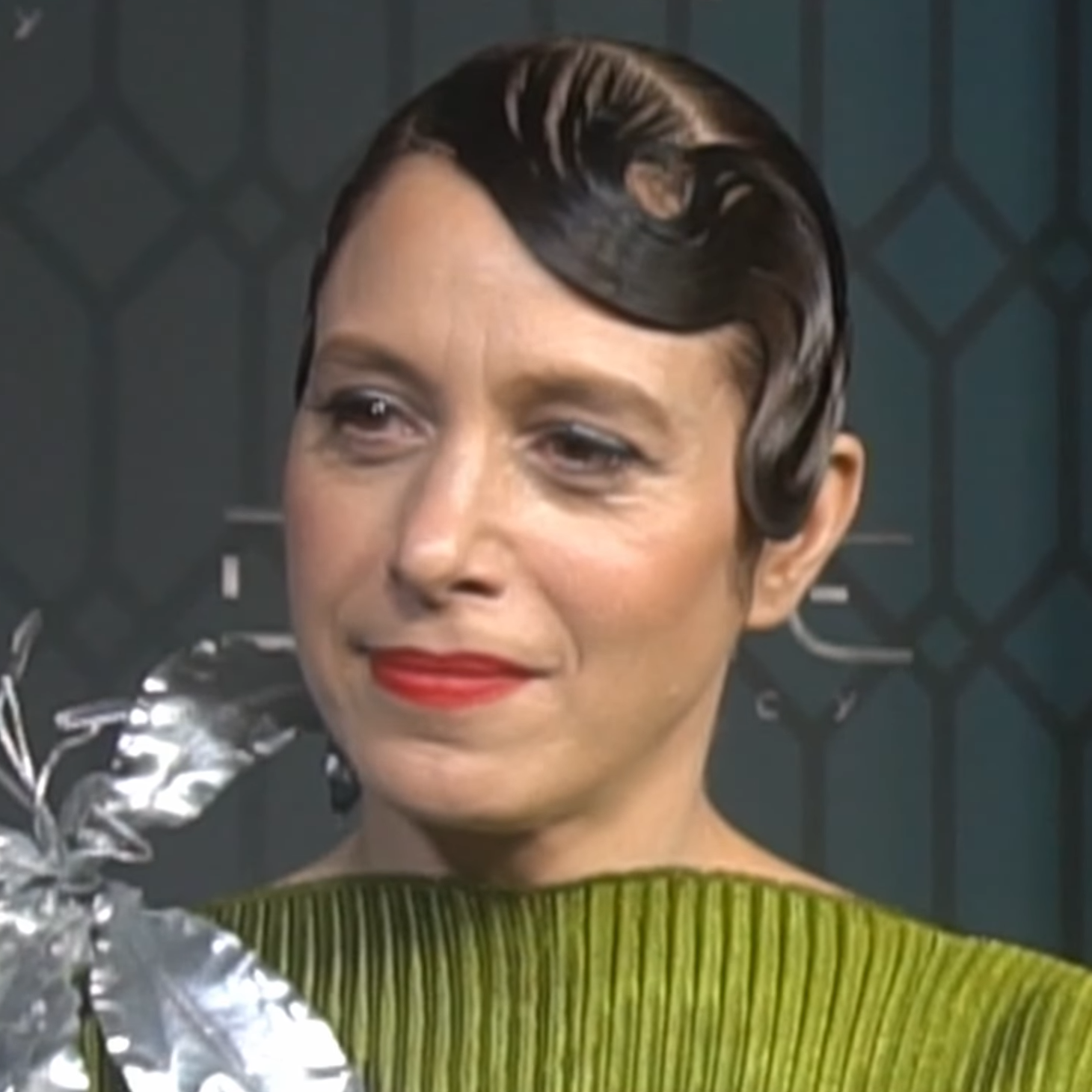
Jodhi May, 2024

Jodhi May (* 8. Mai 1975 in Camden Town, London als Jodhi Tania Edwards) ist eine britische Film- und Theaterschauspielerin.

## Leben
Ihren ersten Auftritt hat Jodhi May im Alter von zwölf Jahren in dem Film Zwei Welten. Für diese Rolle erhält sie gleich die Auszeichnung zur Besten Darstellerin bei den Internationalen Filmfestspielen von Cannes 1988 – gemeinsam mit ihren Filmpartnerinnen Barbara Hershey und Linda Mvusi. Bis heute ist sie damit die jüngste Darstellerin, die in Cannes mit diesem Preis ausgezeichnet wurde.
Unterbrochen nur von einer kurzen Spanne, in der sie Englisch am Wadham College in Oxford studiert, arbeitet Jodhi May bis heute als Schauspielerin und ist dabei regelmäßig in Kinofilmen, Fernsehproduktionen und an britischen Bühnen zu sehen. Oft wird sie als unschuldig missbrauchte oder hochintelligente Frau mit einem Zusammenbruch besetzt und für die emotionale Dichte ihrer Darstellung sowie ihre verschiedenen Rollentypen gelobt.
Jodhi May ist deutsch-französischer Herkunft, spricht allerdings in Interviews nur sehr ungern über ihre Familie und ihr Privatleben. Wichtige Auftritte hatte sie unter anderem als „Alice Munro“ in Michael Manns Der letzte Mohikaner und als Dienstmädchen in Sister my Sister von Nancy Meckler. Im Jahr 2002 führt sie erstmals Regie in dem Kurzfilm Spyhole, für den sie auch das Drehbuch schrieb.

## Filmografie (Auswahl)
- 1988: Zwei Welten (A World Apart)
- 1991: Total Control (Eminent Domain)
- 1992: Der letzte Mohikaner (The Last of the Mohicans)
- 1994: Sister My Sister
- 1995: Der scharlachrote Buchstabe (The Scarlet Letter, nur Stimme)
- 1997: Dunkle Tage in St. Petersburg (The Gambler)
- 1997: The Woodlanders
- 1999: Warriors – Einsatz in Bosnien (Warrior, Fernsehfilm)
- 1999: The Turn of the Screw (Fernsehfilm)
- 2000: Haus Bellomont (The House of Mirth)
- 2002: Tipping the Velvet (Fernsehserie)
- 2002: Daniel Deronda, Fernsehserie basierend auf dem gleichnamigen Roman von George Eliot
- 2003: Die Schwester der Königin (The Other Boleyn Girl)
- 2005: Bye Bye Blackbird
- 2005: An einem klaren Tag (Drama)
- 2006: Ein Trauzeuge zum Verlieben (The Best Man)
- 2006: Friends & Crocodiles (Fernsehfilm)
- 2007: Nightwatching – Das Rembrandt-Komplott (Nightwatching)
- 2008: Flashbacks of a Fool
- 2008: Defiance – Für meine Brüder, die niemals aufgaben (Defiance)
- 2009: Emma (Miniserie, 4 Episoden)
- 2010: Strike Back
- 2012: Ginger & Rosa
- 2015: Game of Thrones (Fernsehserie, 1 Episode)
- 2015: A.D.: The Bible Continues (Fernsehserie, 10 Episoden)
- 2015: Crossing Lines (Fernsehserie, 1 Episode)
- 2017: Genius (Fernsehserie, 2 Episoden)
- 2017: Let Me Go
- 2018: Scarborough
- 2018: Down a Dark Hall
- 2019–2022: Gentleman Jack (Fernsehserie, 4 Episoden)
- 2019–2023: The Witcher (Fernsehserie, 6 Episoden)
- 2020: Mangrove
- 2022: Der unsichtbare Faden (Il filo invisibile)
- 2022: The Silent Twins
- 2022: Das Geständnis der Frannie Langton (The Confessions of Frannie Langton, Miniserie, 4 Episoden)

- 2023: Transatlantic (Fernsehserie, 1 Episode)
- 2024: Renegade Nell (Miniserie)
- 2024: Dune: Prophecy (Fernsehserie)
- 2024: The Severed Sun

## Auszeichnungen
- 1988: Beste Darstellerin bei den Internationalen Filmfestspielen von Cannes für Zwei Welten
- 1989: Evening Standard British Film Award als beste Nachwuchsdarstellerin für Zwei Welten
- 1994: Beste Darstellerin auf dem Valladolid International Film Festival (gemeinsam mit Joely Richardson) für Sister my Sister
- 1998: Beste Darstellerin auf dem Festróia – Tróia International Film Festival für Dunkle Tage in St. Petersburg